# 王尚錦
王尚錦（？年—？年），字子芾，陝西省榆林府神木縣人，由例監捐同知。

## 生平
嘉慶二十五年（1820年）任四川鄰水縣知縣。候補同知銜。曾任懋功廰同知。道光六年（1826年）署樂至縣知縣。道光十年（1830年）庚寅任犍為縣知縣。